# 政田夢乃
政田 夢乃（まさだ ゆめの、2000年7月28日 - ）は、日本の女子プロゴルファー。北海道札幌市出身。なないろ生命所属。

## 経歴
北海学園札幌高等学校在学時に「全国高等学校ゴルフ選手権」「北海道ジュニア選手権」で優勝するなど、早くから才能を開花させてきた。
2021年、マイナビネクストヒロインゴルフツアー第6戦「ENTRY Ladies Tournament」で初優勝。
2023年、同ツアーでシーズン4勝を記録した。同年の最終プロテストに合格。2024年5月23日から26日に行われた自身初のレギュラーツアーとなるリゾートトラストレディスでは8位に入賞した。
2024年9月には建設会社の安藤ハザマとスポンサード契約を締結した。

## 主な成績

### アマチュア
- 全国高等学校ゴルフ選手権 優勝
- 北海道ジュニア選手権 優勝

### プロ
- NEC軽井沢72ゴルフトーナメント 2位タイ
- ニトリレディスゴルフトーナメント 4位タイ

## 出演

### TV番組
- Good Golf Good Luck! - 2024年1月5日（とちぎテレビ）